# Acianthera hoffmannseggiana
Acianthera hoffmannseggiana är en orkidéart som först beskrevs av Heinrich Gustav Reichenbach, och fick sitt nu gällande namn av Fábio de Barros. Acianthera hoffmannseggiana ingår i släktet Acianthera och familjen orkidéer. Inga underarter finns listade i Catalogue of Life.

## Bildgalleri

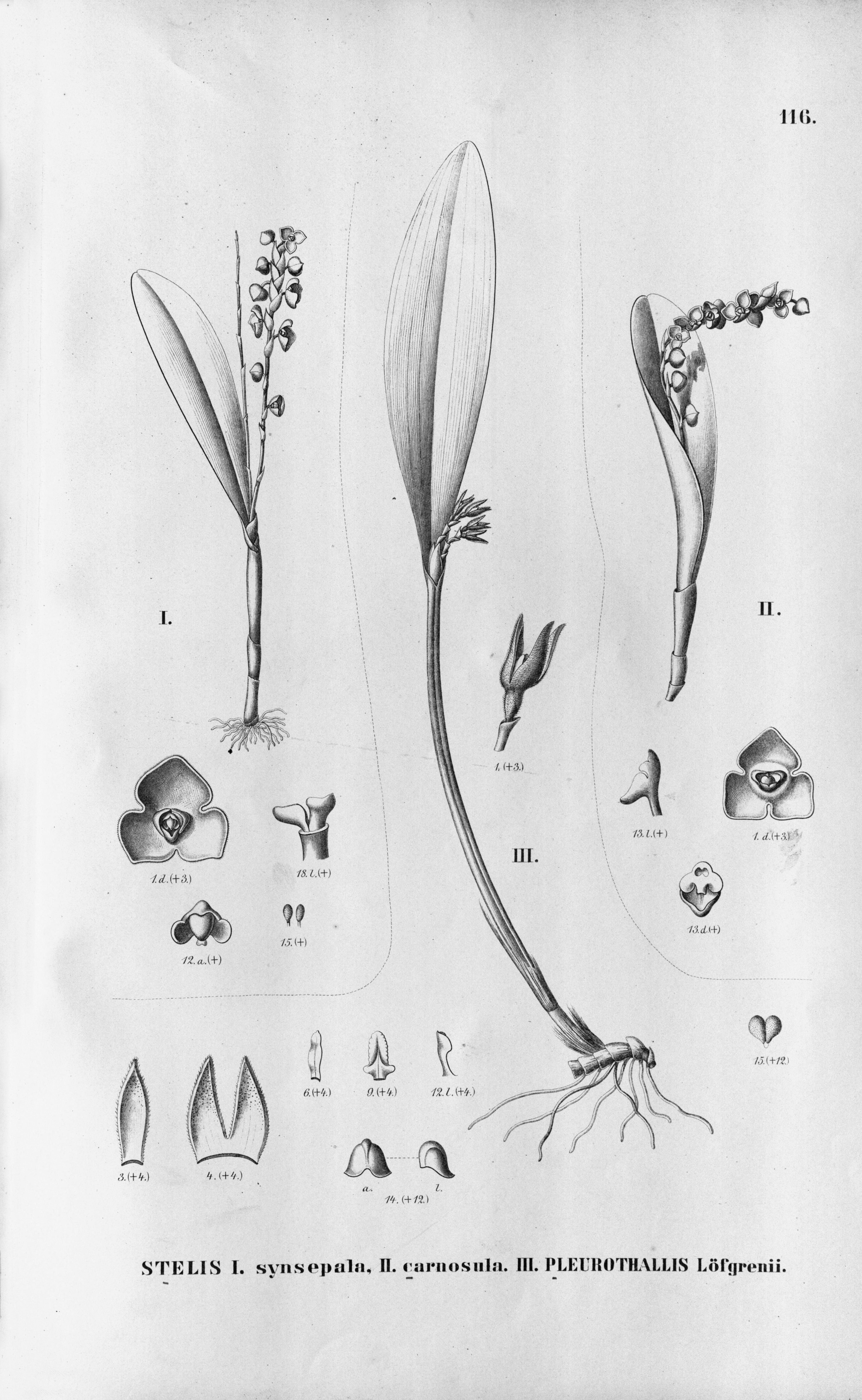
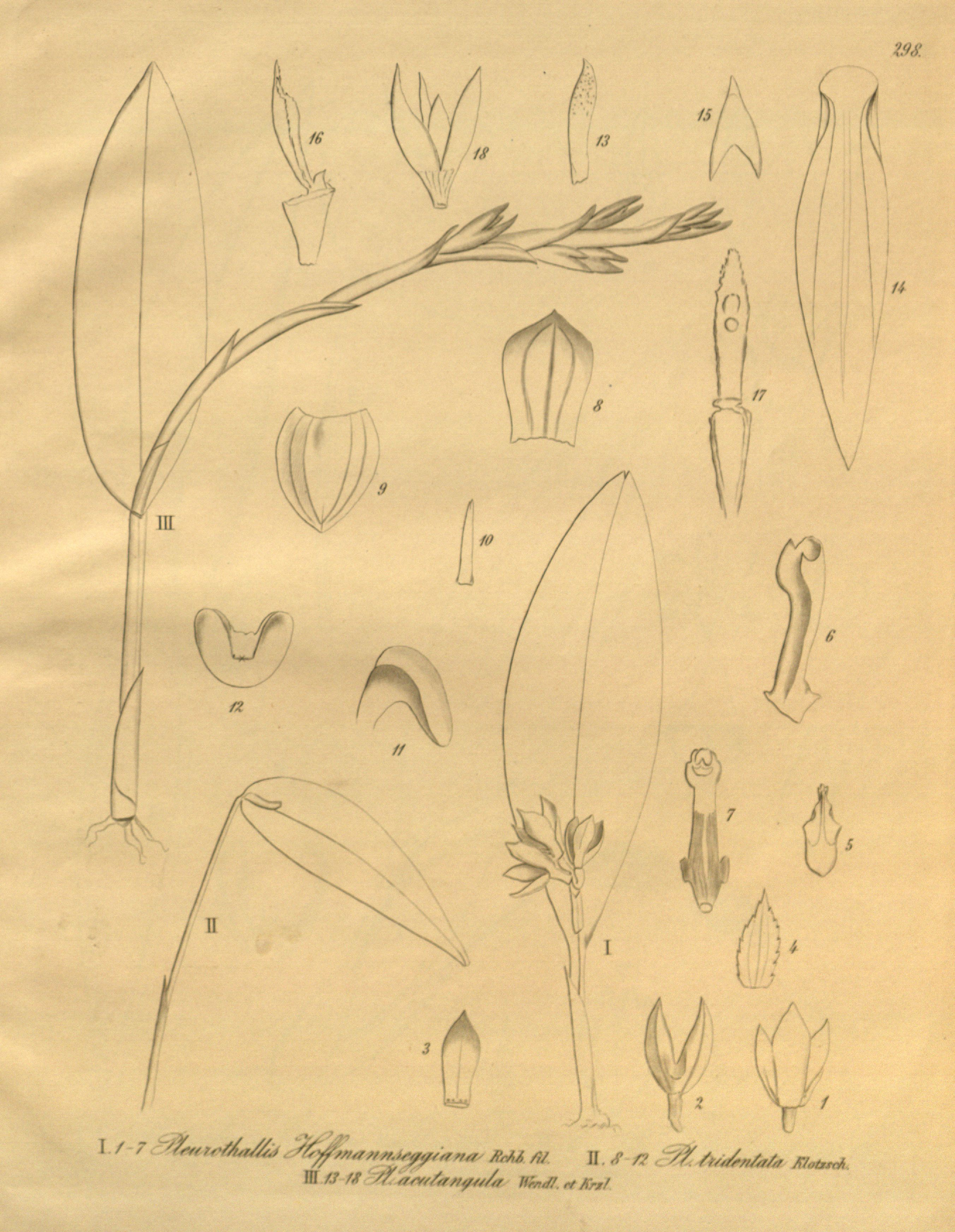